# Ceoptera
Ceoptera evansae
Genre
Espèce
Ceoptera (« ailes de brume ») est un genre fossile de ptérosaures du clade des Darwinoptera (nl), qui vivaient au Jurassique moyen. On n'en connaît qu'une espèce, Ceoptera evansae, dont un squelette partiel a été découvert dans la formation de Kilmaluag (en), en Écosse ; c'est le seul ptérosaure connu dans cette formation. Ceoptera est le deuxième ptérosaure nommé en Écosse, après Dearc en 2022.

## Découverte et dénomination

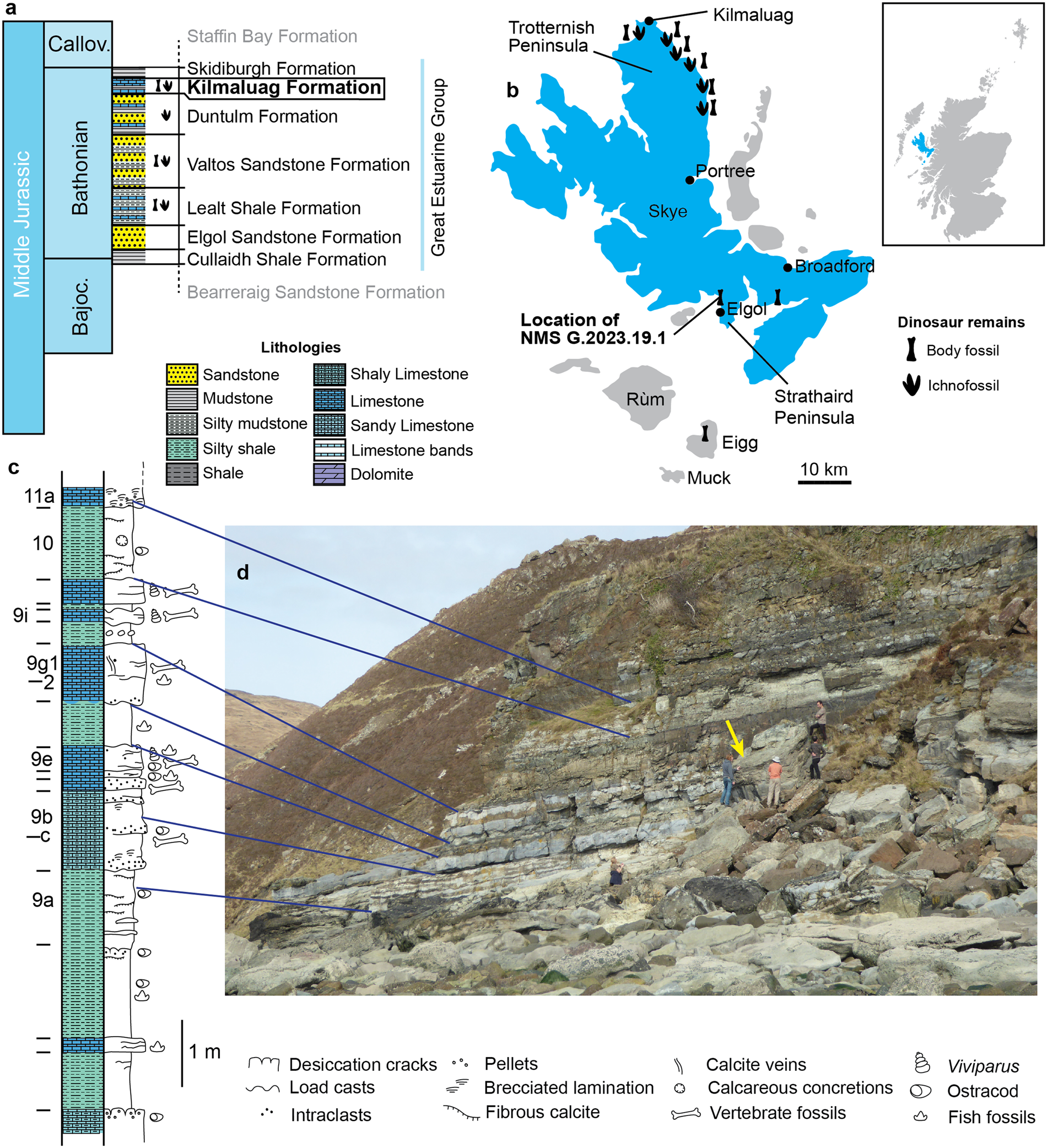
Carte de l’île de Skye montrant la géologie de la Formation Kilmaluag (en) ainsi que l’un de ses affleurements. Ceoptera a été découvert près d’Elgol (en).

En 2006, une équipe de paléontologues a remarqué des roches avec des ossements fossilisés en saillie sur Cladach a’Ghlinne, une plage au nord d’Elgol (en) sur l’île de Skye. Ces fossiles appartiennent à la formation de Kilmaluag (en), datée du Jurassique moyen. Le site est classé comme zone d’intérêt scientifique par l’organisme Scottish Natural Heritage, interdisant la perturbation du rocher. Le terrain est détenu par une fondation privée, mais l’autorisation a été accordée par les deux parties pour prélever le spécimen tombé naturellement sur la plage. Le transport du spécimen au Musée d’Histoire Naturelle de Londres a été délicat en raison de sa fragilité. L’extraction des fossiles de la matrice calcaire s’est avérée difficile : un bain acide de douze mois a été nécessaire, et de nombreuses pièces sont restées prisonnières dans la roche, ce qui a nécessité des scans par tomodensitométrie pour les visualiser et les étudier
,.
Cette découverte a été considérée comme significative, car les fossiles de ptérosaures datant du Jurassique moyen sont extrêmement rares. La majorité des connaissances sur les ptérosaures provient de spécimens préservés dans des sites de lagerstätten, qui offrent une capacité exceptionnelle de fossilisation, principalement localisés au Jurassique supérieur et au Crétacé inférieur. En revanche, les vestiges provenant d'autres périodes, en particulier du Jurassique inférieur et moyen — une phase cruciale de l'évolution des ptérosaures — sont peu nombreux. En tant que quatrième ptérosaure du Jurassique moyen connu à partir d’un squelette associé plutôt qu’un os isolé, le spécimen de Kilmaluag a été jugé important pour la recherche sur les ptérosaures. De plus, il s’agit du ptérosaure le plus complet découvert au Royaume-Uni depuis que Mary Anning a mis au jour le Dimorphodon au début des années 1800
.
Le fossile a été mentionné pour la première fois dans un résumé de conférence en 2019, puis dans une revue de la faune vertébrée de Kilmaluag en 2020, et enfin dans un preprint académique en 2022. En 2024, Elizabeth Martin‑Silverstone et ses collègues ont décrit le spécimen comme un nouveau genre et une nouvelle espèce, Ceoptera evansae, dans un article publié dans le Journal of Vertebrate Paleontology. Le nom générique Ceoptera combine le mot gaélique écossais cheò/ceò (prononcé « ki-yo »), en référence au nom gaélique de l’île de Skye, Eilean a' Cheò (« île de brume »), et le mot latin ptera, signifiant « aile ». L’épithète spécifique evansae honore la paléontologue britannique Susan E. Evans, pour ses contributions scientifiques et son rôle dans l’introduction de l’équipe au site de Skye, facilitant ainsi la découverte. Ceoptera est donc le deuxième ptérosaure nommé en Écosse, après Dearc en 2022.

## Description
Le spécimen holotype de Ceoptera présente une longueur de membre antérieur estimée à 0,76 mètre (2 ft 6 in) et une envergure d’environ 1,6 mètre (5 ft 2 in). De nombreuses structures squelettiques sont complètement fusionnées, avec des surfaces osseuses denses et lisses, signes de maturité osseuse ; cela indique que l’individu avait probablement atteint sa taille adulte au moment de sa mort. En tant que darwinoptéran, Ceoptera possédait probablement une tête longue, munie de nombreuses petites dents pointues, ainsi qu’une crête crânienne proéminente. Le cou était relativement allongé, comparé aux ptérosaures primitifs, avec de grandes ailes et une queue longue et rigide.

### Traits distinctifs
Comparé à tous les autres ptérosaures, Ceoptera se distingue par deux traits uniques. Le premier se trouve sur le coracoïde, un os de l’épaule qui s’articule avec le sternum. Chez la plupart des ptérosaures, la face inférieure du coracoïde présente une petite languette osseuse sur son bord interne, et chez les darwinoptérans, une languette similaire est également développée sur le bord externe, prenant une forme triangulaire. Chez Ceoptera, cette languette est particulièrement développée : elle s’étend sur un quart de la longueur du coracoïde et adopte une forme presque rectangulaire. Une languette allongée de forme similaire est aussi présente chez Kunpengopterus, mais celle de Ceoptera se termine plus brusquement et possède un bord ondulé unique. Cette structure a été interprétée comme étant probablement le point d’insertion du muscle sternocoracoideus. Le deuxième trait distinctif se trouve sur l’ilion, une partie du bassin. Le processus post-acétabulaire — une portion osseuse allongée s’étendant vers l’arrière depuis l’ilion, au-delà de la cavité de la hanche — présente une anatomie globalement similaire à celle d’autres darwinoptérans. Toutefois, la face externe de ce processus est enfoncée, formant une dépression divisée en deux moitiés égales par une petite crête verticale. Chez presque tous les autres ptérosaures, cette face de l’os est plate ou convexe. Kunpengopterus présente aussi une dépression, mais elle est bien plus petite en comparaison. De plus, le processus post-acétabulaire de Ceoptera est plus court et robuste que les processus fins et allongés que l’on trouve chez Kunpengopterus et d’autres darwinoptérans.

### Anatomie comparée

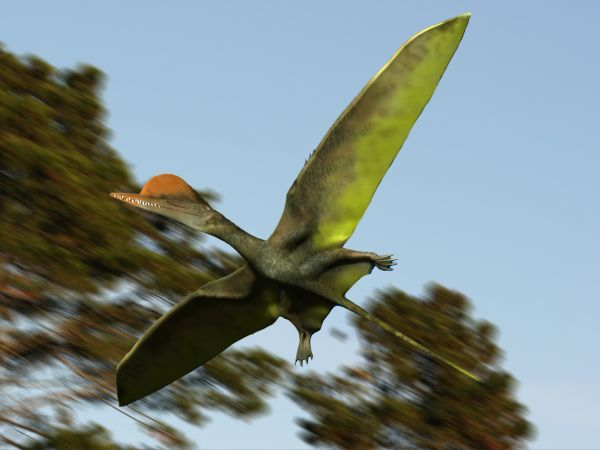
Reconstitution de Darwinopterus ; Ceoptera aurait eu une apparence globale très similaire.

L’anatomie des membres antérieurs est typique des darwinoptérans : la cristospine du sternum est courte, profonde et robuste. L’ulna et le radius correspondent aux normes des ptérosaures jurassiques, et les syncarpes forment une forme pentagonale, comme chez Kunpengopterus, à la différence des formes rectangulaires chez les taxons plus primitifs. Le métacarpien du quatrième doigt est de longueur intermédiaire, entre les formes courtes des premiers ptérosaures et les allongées des ptérodactyloïdes plus tardifs. Les condyles forment une pente vers l’extérieur, caractéristique des ptérosaures monofenestrés, et différent des formes parallèles vues chez des genres plus anciens tels que Rhamphorhynchus. Un trait inhabituel est l’absence d’une encoche sur la surface supérieure du doigt alaire et l’absence d’une cicatrice musculaire adjacente. L’os digital conservé est, par ailleurs, entièrement conforme à ce que l’on retrouve chez les ptérosaures.
Peu de vertèbres sont conservées, mais elles montrent l’anatomie typique d’un petit ptérosaure. Une vertèbre bien préservée, provenant de l’avant du tronc, porte des processus transverses étendus sur les prézygapophyses, formant une languette osseuse caractéristique partagée avec Darwinopterus. Une autre vertèbre, du milieu du tronc, montre l’extension de ce processus. La vertèbre caudale connue est longue et simple, avec des processus filiformes proéminents vers l’avant et l’arrière, signe d’une queue longiligne.
Les membres postérieurs de Ceoptera sont également semblables à ceux de ses proches. Le fémur possède un grand trochanter dépassant vers le haut, semblable à celui des darwinoptérans. Le col fémoral est long et étroit, différent des formes plus courtes et robustes d’autres genres. Le tibia et le péroné sont identiques à ceux des darwinoptérans. Une griffe de pied préservée est longue et recourbée ; l’ergot fléchisseur présente une forme géométrique et un bord plat en pente douce, ce qui est distinctif des Darwinoptera et différent des autres ptérosaures.

## Classification
Martin-Silverstone et al. (2024) ont classé Ceoptera parmi les darwinoptérans au sein des Monofenestrata, dans une polytomie non résolue regroupant des taxons similaires. Le clade Darwinoptera est, quant à lui, le groupe frère des Ptérodactyloïdes.
|  | Changchengopterus |
|  |                   |
|  | Kunpengopterus    |
|  |                   |
|  | Wukongopterus     |
|  |                   |
|  | Darwinopterus     |
|  |                   |
|  | Kryptodrakon      |
|  |                   |
|  | Cuspicephalus     |
|  |                   |
|  | Allkaruen         |
|  |                   |
|  | Ceoptera          |
|  |                   |

|  | Pterodactylus                              |
|  |                                            |
|  | \| \| Ptérodactyloïdes dérivés \| \| \| \| |
|  |                                            |
|  | Ptérodactyloïdes dérivés                   |
|  |                                            |

|  | Ptérodactyloïdes dérivés |
|  |                          |

|  | Pterodactylus                              |
|  |                                            |
|  | \| \| Ptérodactyloïdes dérivés \| \| \| \| |
|  |                                            |
|  | Ptérodactyloïdes dérivés                   |
|  |                                            |

|  | Ptérodactyloïdes dérivés |
|  |                          |

|  | Changchengopterus |
|  |                   |
|  | Kunpengopterus    |
|  |                   |
|  | Wukongopterus     |
|  |                   |
|  | Darwinopterus     |
|  |                   |
|  | Kryptodrakon      |
|  |                   |
|  | Cuspicephalus     |
|  |                   |
|  | Allkaruen         |
|  |                   |
|  | Ceoptera          |
|  |                   |

|  | Pterodactylus                              |
|  |                                            |
|  | \| \| Ptérodactyloïdes dérivés \| \| \| \| |
|  |                                            |
|  | Ptérodactyloïdes dérivés                   |
|  |                                            |

|  | Ptérodactyloïdes dérivés |
|  |                          |

|  | Pterodactylus                              |
|  |                                            |
|  | \| \| Ptérodactyloïdes dérivés \| \| \| \| |
|  |                                            |
|  | Ptérodactyloïdes dérivés                   |
|  |                                            |

|  | Ptérodactyloïdes dérivés |
|  |                          |

## Paléoécologie

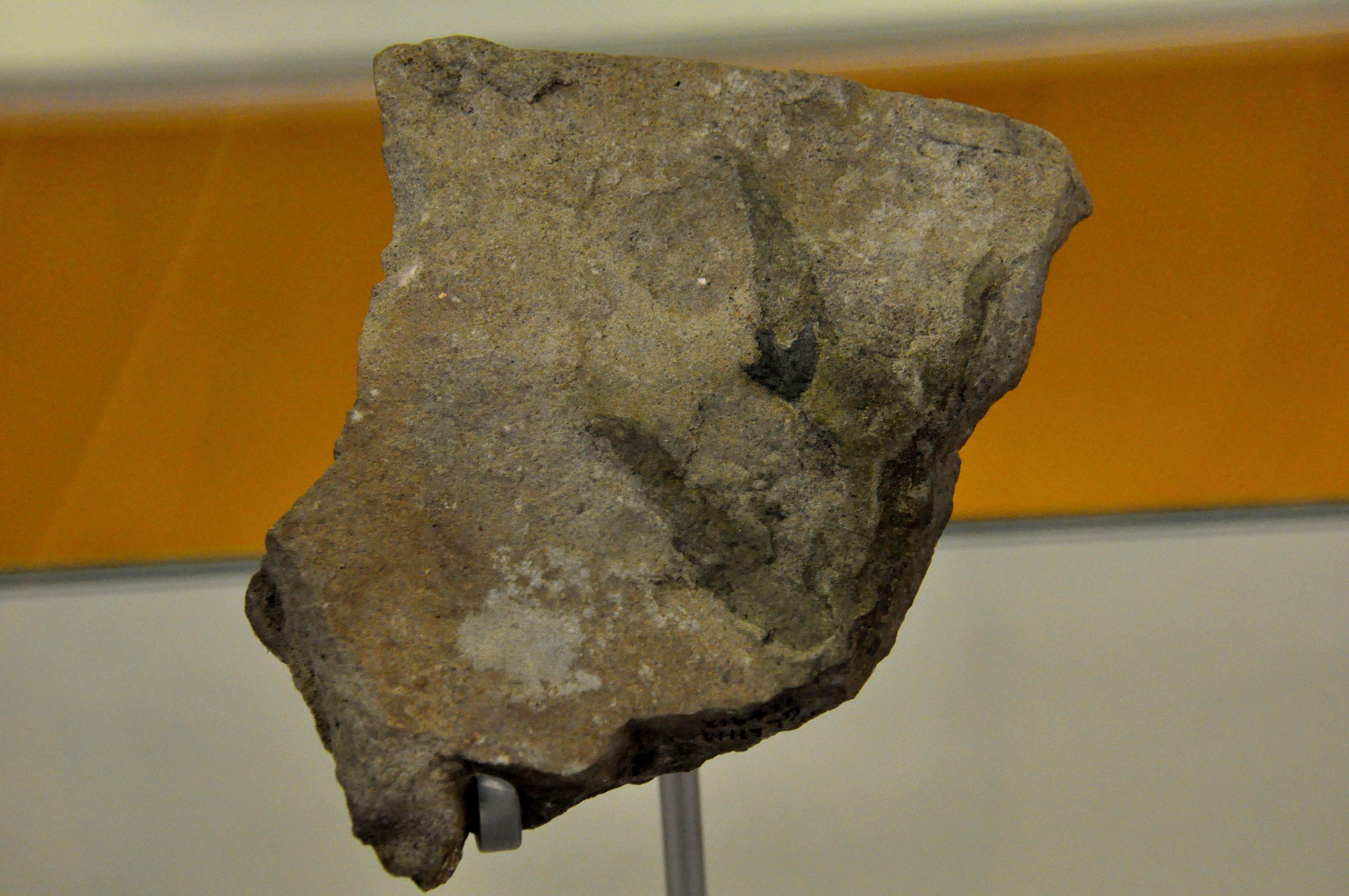
Ensemble fossilisé d’empreintes de dinosaures théropodes ayant vécu aux côtés de Ceoptera.

Les restes connus de Ceoptera proviennent de la formation de Kilmaluag (en), qui fait partie du Great Estuarine Group (en) et date de l’étage Bathonien du Jurassique, soit il y a environ 166,1 millions d’années. Plus précisément, Ceoptera a été retrouvé dans les couches vertébrées de la section sud de la formation, dominée par des marnes argileuses et du calcaire. Au Bathonien, cette zone représentait un écosystème lagunaire fermé d’eau douce ou à faible salinité, situé près de l’océan et alimenté par des eaux météoriques, avec des sédiments transportés par des rivières environnantes. La lagune était peu profonde, et son étendue ainsi que son assèchement variaient selon les saisons humides ou sèches. Lors des périodes sèches, des vasières étaient exposées. Les fossiles de vertébrés dans ces couches présentent une coloration noire distinctive, observable chez Ceoptera. Cet écosystème est distinct de ceux des autres sections du Great Estuarine Group (en), qui sont plutôt d’eau salée. Représentée dans une couche supérieure, la lagune aurait fini par s’assécher de manière permanente, devenant un écosystème supralittoral exposé, bien plus pauvre en biodiversité que les couches à vertébrés,,.

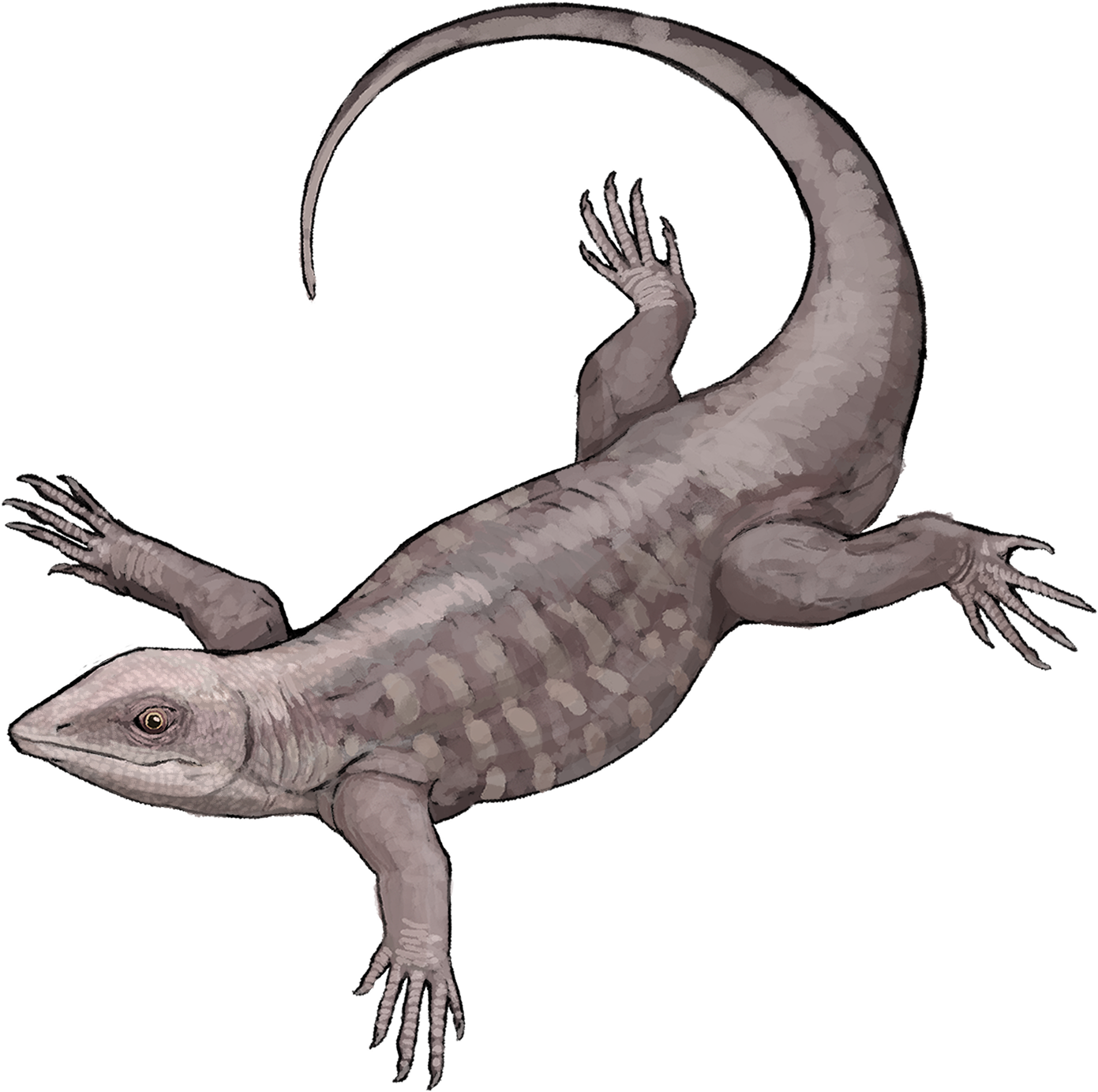
Les animaux de l’environnement de la formation de Kilmaluag, comme le commun Marmoretta illustré, démontrent des liens écologiques avec la Formation Forest Marble.

Une faune riche est conservée à Cladach a’Ghlinne et sur d’autres sites de la formation. Cette faune est reconnue pour sa ressemblance avec celle de la formation de Forest Marble, d’âge similaire, située en Angleterre. Les fossiles végétaux, en revanche, sont extrêmement rares dans la formation de Kilmaluag (en), se limitant principalement à des pollen de gymnospermes et des spores de ptéridophytes. Les invertébrés sont surtout représentés par des ostracodes d’eau douce extrêmement abondants, comme Darwinula et Theriosynoecum. D’autres invertébrés comprennent les conchostracés Anthronesteria et Pseudograpta, le gastéropode Viviparus et le bivalve Unio. Des terriers fossiles indiquent la présence de crevettes ou de crabes,. Les insectes fossiles sont rares, mais des coléoptères ont été retrouvés. Les poissons comprennent les hybodontes Acrodus et Hybodus, des pycnodontes, le semionotiforme Lepidotes, des amiiformes, ainsi qu’un sarcoptérygien qui pourrait être un cœlacanthe. Les amphibiens incluent le karauride Marmorerpeton wakei, une forme très primitive de salamandre, ainsi que l’albanerpetontidé Anoualerpeton. Les grenouilles semblent absentes, .
De nombreux reptiles sont présents dans la formation,. Le lépidosauromorphe primitif Marmoretta est l’un des plus courants. Parmi les lézards, on trouve Bellairsia gracilis, Balnealacerta et Parviraptor. Les rhinchocéphales semblent absents. Parmi les reptiles aquatiques, on note la présence du choristodère Cteniogenys, ainsi que de nombreux restes de tortues, dont Eileanchelys,, l’une des plus anciennes tortues aquatiques connues. Les crocodylomorphes sont représentés par des atoposauridés et des goniopholidés,. Les dinosaures sont principalement connus par des empreintes, indiquant la présence de théropodes mégalosauridés et de grands eusauropodes. Un dinosaure néornithischien, possiblement l’ornithopode connu le plus ancien, est représenté par un squelette partiel. Les mammifères comprennent le tritylodontidé Stereognathus ooliticus, les docodontes Borealestes serendipitus, Borealestes cuillinensis et Krusatodon kirtlingtonensis,, le morganucodonte Wareolestes rex, le cladothérien Palaeoxonodon ooliticus, ainsi que Phascolotherium. Les multituberculés et les haramiyidés semblent notablement absents.